# 大西洋號兩棲突擊艦
大西洋號多用途航空母艦（NAM Atlântico，舷號：A140），是巴西海軍現役旗艦，实际近似没有坞舱的直昇機平台登陸艦，為原英國皇家海軍的海洋號兩棲攻擊艦，2017年12月巴西海軍以8460萬英鎊购得。
该舰起初被巴西海军归类为PHM，即多用途直升機航空母艦（葡萄牙語：Porta-Helicópteros Multipropósito），2020年11月改为NAM，即多用途航空母舰（葡萄牙語：Navio-Aeródromo Multipropósito），以彰显其兼具起降固定翼无人机和载人倾转旋翼机的能力。

## 英国海军军舰
1992年2月，英國國防部展開招標，標案內容為研發建造1艘兩棲突擊艦，翌年2月，外電一度報導本案因為預算因素而瀕臨取消，3月29日，英國國防部長宣布兩棲突擊艦案將繼續進行，5月11日，英國皇家海軍正式宣布兩棲突擊艦案由VSEL得標。
2014年，该舰在英国皇家海军服役期间，进行了现代化改装，将雷达升级为Artisan雷达，战斗系统也升级为BAE系统开发的DNA2战斗系统。
2018年3月24日，英国女王伊丽莎白二世在德文港海军基地举行了退役仪式，海洋號兩棲攻擊艦正式從皇家海軍退役。

## 转售巴西海军
2017年11月，巴西海軍與英國啟動正式談判，洽商購入海洋號兩棲突擊艦，替換老化的聖保羅號航空母艦。12月，兩國達成合意，以8,460萬歐元（折和3.595億巴西雷亞爾，或1.132億美元）的價格購入此艦。2018年3月海洋號自英國皇家海軍退役後，即進入英國進行整檢翻新，並計畫在2018年8月完成工程，於2020年前服役形成戰力。
2018年退役後的小規模整檢由巴布考克和BAE系统进行了改装。原有的三座方陣快砲、鱼雷防御系统和M134迷你砲機槍被移除。並為了航空操作加裝了997型雷達、KH1007平面搜索雷達，自衛武器僅保留4挺30毫米DS30M_Mk_2小口徑機炮。檢修工程在同年6月完成，2018年6月9日，巴西海军在德文港海军基地举行了新舰入役仪式，並賜與她「大西洋號」此一艦名。2018年8月25日抵達巴西里約熱內盧海軍基地。
在2021和2022年的演习中，大西洋號演练起降了来自海陆空三军的欧直EC725狞猫直升机。
2022年，巴西海军与BAE系统签订合同，BAE系统将为该舰的Artisan雷达和DNA2战斗系统提供终身服务。

## 脚注
1. ↑  競標團隊有VSEL和Swan Hunter兩團隊

## 外部連結
- HMS Ocean（页面存档备份，存于） (naval-technology.com)